# 拉圖姆湖
51°18′15″N 6°40′04″E / 51.304057°N 6.667843°E

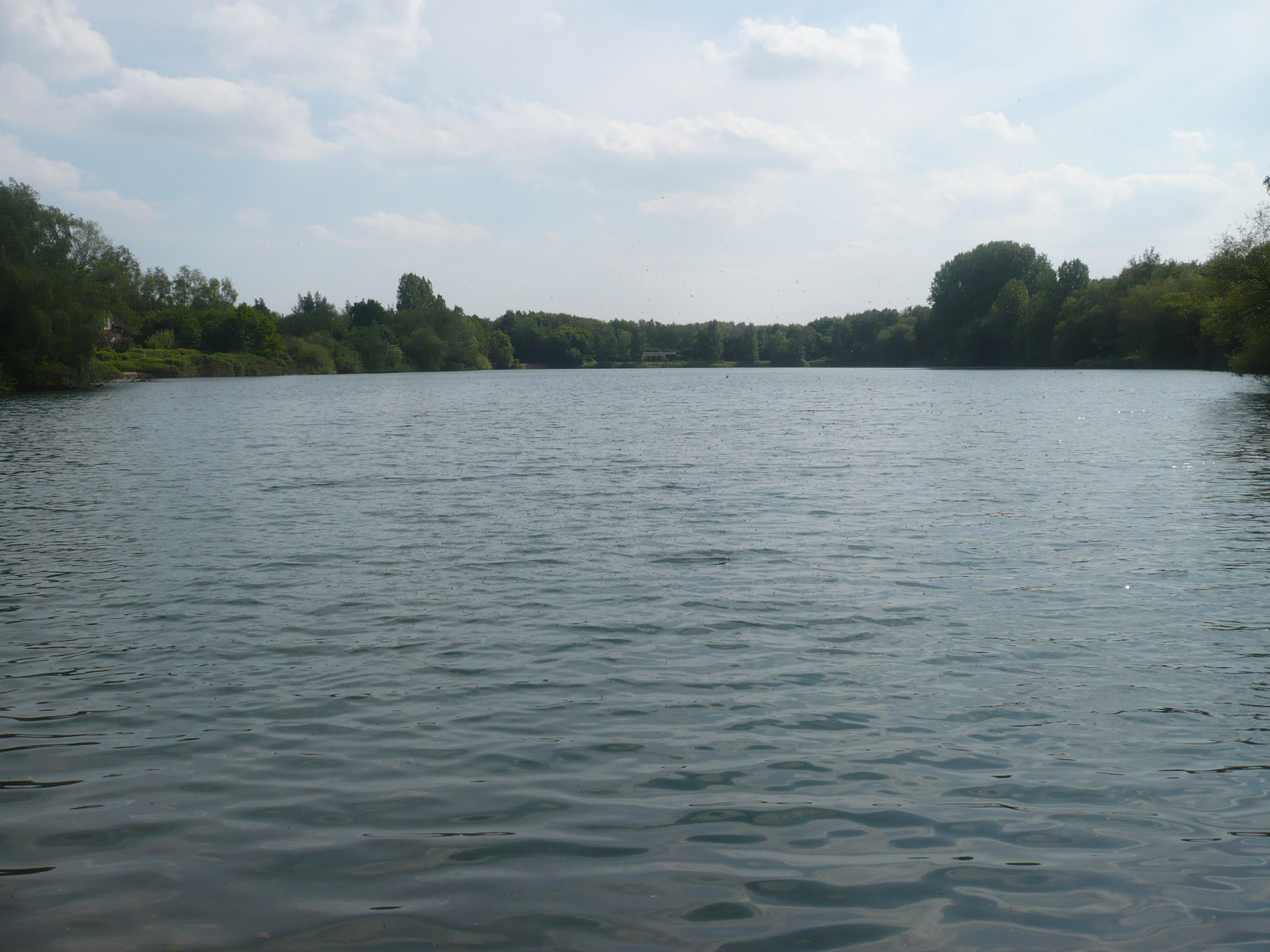

拉圖姆湖（德語：Latumer See），是德國的湖泊，位於該國西部，由北萊茵-威斯特法倫州負責管轄，處於梅爾布施，長0.6公里、寬0.2公里，面積0.08平方公里，海拔高度29米，平均水深3.8米，最大水深6米。